# Shinji Someya
Pour les articles homonymes, voir Someya.
Shinji Someya (en japonais : 染矢慎二), est un patineur artistique japonais, champion du Japon en 1983.

## Biographie

### Carrière sportive
Shinji Someya est champion du japon en 1983.
Il représente son pays à deux mondiaux juniors à Megève (1976 et 1977), et aux mondiaux de 1983 à Helsinki.
Il participe également à plusieurs Trophée NHK.
Il quitte les compétitions sportives après les mondiaux de 1983.

### Reconversion
Shinji Someya devient entraîneur. Il est diplômé de l'Université Hōsei à Tokyo.

## Palmarès
| Compétition                   | 1976    | 1977    | 1978    | 1979    | 1980    | 1981    | 1982    | 1983    |  |  |  |  |  |  |
| Jeux olympiques d'hiver       |         |         |         |         |         |         |         |         |  |  |  |  |  |  |
| Championnats du monde         |         |         |         |         |         |         |         | 18e     |  |  |  |  |  |  |
| Championnats du Japon         |         |         | 4e      | 3e      |         |         |         | 1er     |  |  |  |  |  |  |
| Championnats du monde juniors | 9e      | 7e      |         |         |         |         |         |         |  |  |  |  |  |  |
|                               |         |         |         |         |         |         |         |         |  |  |  |  |  |  |
| Autre Compétition             | 1975/76 | 1976/77 | 1977/78 | 1978/79 | 1979/80 | 1980/81 | 1981/82 | 1982/83 |  |  |  |  |  |  |
| Skate America                 |         |         |         |         | 8e      |         | 9e      |         |  |  |  |  |  |  |
| Skate Canada                  |         |         |         |         |         | 11e     |         |         |  |  |  |  |  |  |
| Trophée NHK                   |         |         |         |         | 7e      | 6e      |         | 11e     |  |  |  |  |  |  |
|                               |         |         |         |         |         |         |         |         |  |  |  |  |  |  |